# Nguyễn Văn Thiệu
Nguyễn Văn Thiệu (n. 5 aprilie 1923, Phan Rang - Tháp Chàm⁠(d), Ninh Thuận, Vietnam – d. 29 septembrie 2001, Massachusetts, SUA) a fost președinte al Vietnamului de Sud din 1965 până în 1975. El a fost general în Armata Republicii Vietnam (ARVN), a devenit șeful unei junte militare și apoi președinte, după ce a câștigat alegerile programate. A condus autoritar Vietnamul de Sud până când a demisionat și a părăsit națiunea cu câteva zile înainte de căderea Saigonului și victoria finală a Vietnamului de Nord.